# ACVR1B

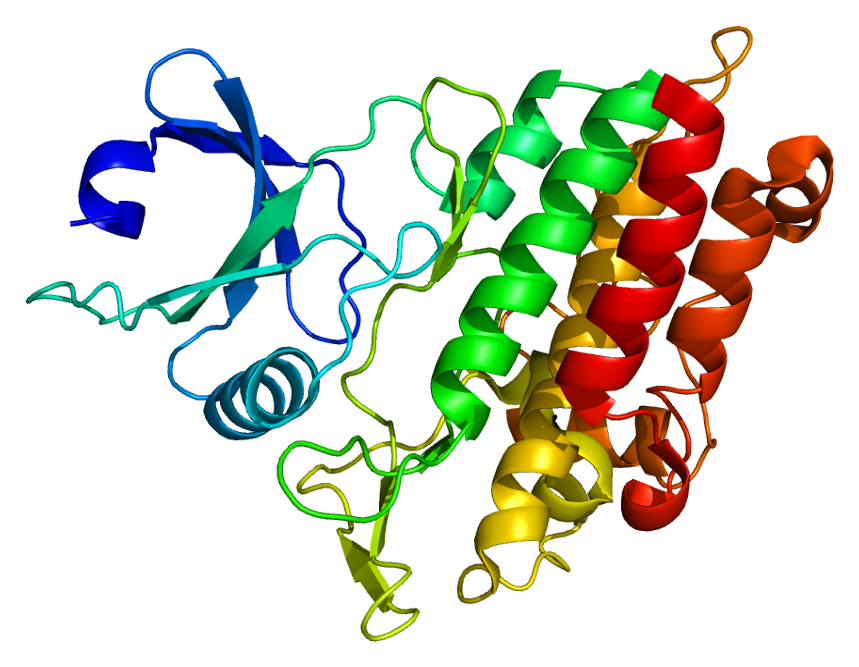
Estructura de la proteína ACVR1B. Basado en la representación PyMOL de PDB 1rw8

El receptor de activina tipo 1B es una proteína que en humanos está codificada por el gen ACVR1B.
ACVR1B o ALK-4 actúa como un transductor de señales de activina o ligandos similares a activina (por ejemplo, inhibina). La activina se une a ACVR2A o ACVR2B y luego forma un complejo con ACVR1B. Estos continúan reclutando los R-SMADs SMAD2 o SMAD3. ACVR1B también transduce señales de nodal, GDF-1 y Vg1; sin embargo, a diferencia de la activina, requieren otras moléculas co-receptoras como la proteína Cripto.

## Función
Las activinas son factores de crecimiento y diferenciación diméricos que pertenecen a la superfamilia del factor de crecimiento transformante beta (TGF-beta) de proteínas de señalización estructuralmente relacionadas. Las activinas señalan a través de un complejo heteromérico de serina quinasas receptores que incluyen al menos dos receptores tipo I (I y IB) y dos receptores tipo II (II y IIB). Todos estos receptores son proteínas transmembrana, compuestas de un dominio extracelular de unión a ligando con una región rica en cisteína, un dominio transmembrana y un dominio citoplasmático con especificidad de serina/treonina predicha. Los receptores tipo I son esenciales para la señalización, y se requieren receptores tipo II para unir ligandos y para la expresión de receptores tipo I. Los receptores tipo I y II forman un complejo estable después de la unión del ligando, lo que resulta en la forsforilación de los receptores tipo I por los receptores tipo II. Este gen codifica el receptor de activina A tipo IB, compuesto por 11 exones. El empalme alternativo y la poliadenilación alternativa dan como resultado 3 variantes de transcripción completamente descritas. La expresión de ARNm de las variantes 1, 2 y 3 está confirmada, y una cuarta variante potencial contiene un exón alternativo 8 y carece de los exones 9 a 11, pero expresión de ARNm no ha sido confirmada.

## Interacciones
Se ha demostrado que ACVR1B interactúa con:
- ACVR2A,[6] y ACVR2B.[7][8]